# 攻殼機動隊的電影配樂
《攻殼機動隊》和《攻殼機動隊2 INNOCENCE》的電影配樂由川井憲次創作。兩部連貫的日本動畫電影分別於1995年和2004年上映，川井與導演押井守是長期合作的搭檔。打從一開始，押井就已決定《攻殼機動隊》配樂的主樂器是鼓。川井選擇民族樂器來配合鼓，雖然劇情設定在未來世界，但因為押井想探討的是人的部分，所以就不採用未來風格。在鼓之外，川井也在主題曲傀儡謠中引入了保加利亞和聲的點子，並由日本民謠歌手來演唱。
對於《攻殼機動隊2 INNOCENCE》，押井和川井的初衷是將前作加以延續，不過最後還是完全不一樣；據製作人員所說，前作是「靜」，續作是「動」，為了凸顯劇中角色心境而呈現不同的激烈曲風。第二集中出現了傀儡謠的後繼傀儡謠 怨恨散去，主題曲則是由伊藤君子演唱的爵士歌曲Follow Me，另有同由伊藤演唱的插入曲River of Crystals。劇中有一段高潮戲出現了音樂盒，劇組在製作此段時相當費工。
前作的電影原聲帶由BMG Victor發行，續作的則由勝利娛樂販售。2008年，《攻殼機動隊》的修復版《攻殼機動隊2.0》上映，每首配樂都經過翻新。《攻殼機動隊》的配樂獲得外界好評，傀儡謠被視為經典曲目，在2017年的好萊塢翻拍版《攻殼機動隊》中以混音過後的樣貌再次出現，傀儡謠 怨恨散去更被選為2020東京奧運賽事的配樂之一。

## 《攻殼機動隊》

### 前置作業

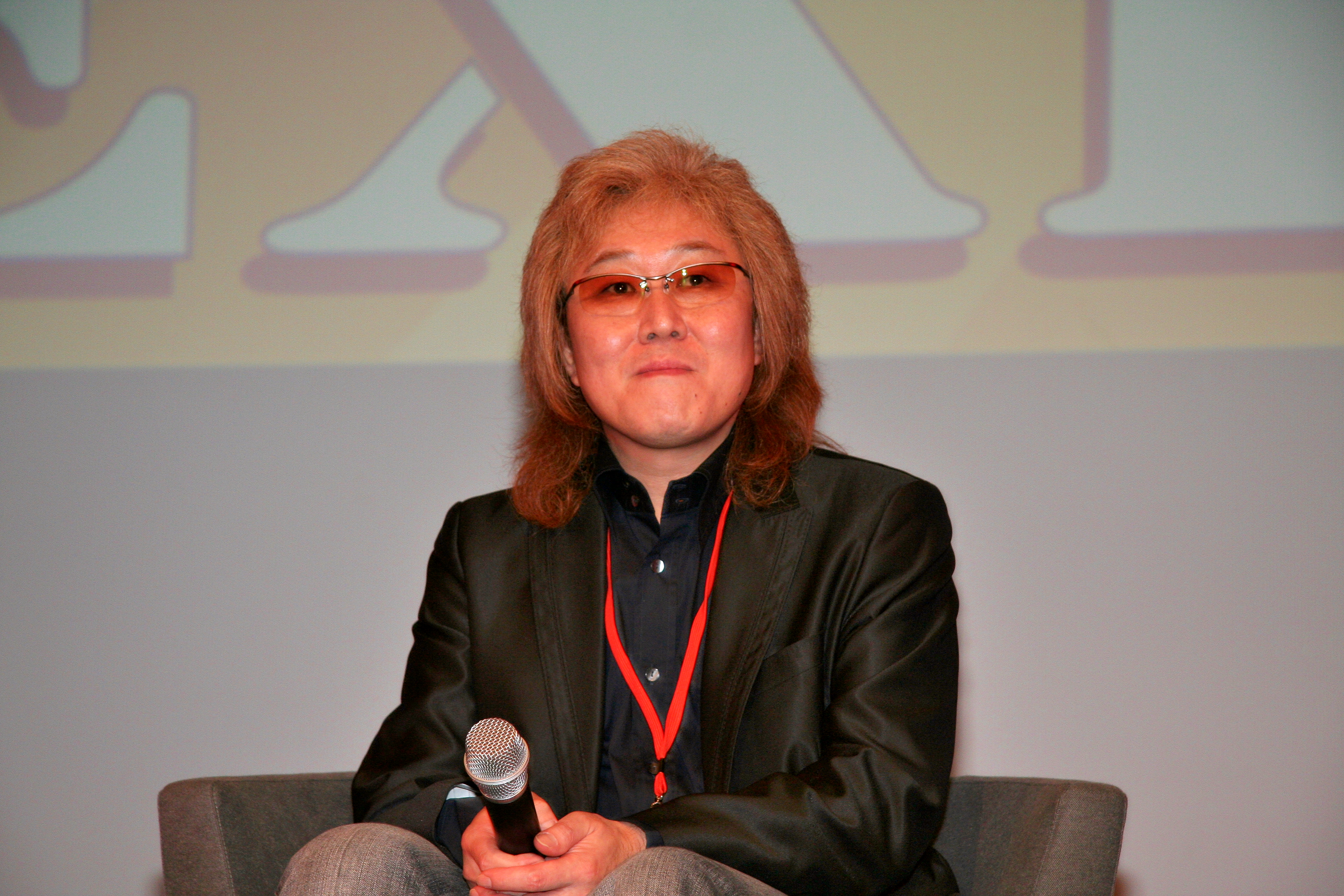
川井憲次，攝於2007年

配樂家川井憲次以1987年上映的真人電影《紅眼鏡》之配樂工作出道，並和該片的導演押井守展開長期合作，一路延續到製作《攻殼機動隊》。兩人的合作風格是由押井先提出要用什麼樂器，再構思要用什麼曲子，和一般來說先決定曲子再決定樂器的樂器正好相反。此次押井想要使用「民族風格（ethnic）的鼓」，川井認為《攻殼機動隊》雖是近未來故事，但主題是人類的根本部分，所以也贊成用鼓。而且兩人在討論時，有談到想要描寫在超高度電腦網路化社會的世界觀中顯現的原始（Primitive）事物，這麼一來引入有科技感的配樂就會導致差異。
川井以「尋找適合電影的配樂」為目標，企圖找到和鼓足夠契合的樂器，最後選擇民族樂器。兩人首先著手採買民族樂器，至池袋的相關市集買了印度的打擊樂器。不過鼓和川井所擅長的領域有出入，川井找了泰國鼓來測試，結果心生「只有這種寂寞的聲音真的好嗎」的懷疑還有不安。川井也認為沒辦法只用鼓來表現整部作品，節奏會單調。為了幫其添加色彩，川井尋求其他輔助的音樂要素，並認為合唱尤其適合。在探索過稱中，川井對保加利亞和聲很感興趣，但他最後得知，保加利亞和聲純屬民謠，並沒有所謂的專業演唱者，所以無法找人來唱，唱保加利亞和聲的人說他們沒辦法唱寫在譜上的東西。經過仔細研究後，川井發現此難題是可以解決的，因為保加利亞和聲和日本民謠在發聲方式上非常相似。川井當時在製作電視動畫《神獸戰士》的音頭，有日本民謠樂團「西田和枝社中」為了協助製作囃子而來到工作室。川井於是也請他們幫忙唱《攻殼機動隊》的歌，結果相當好，押井聽了也表示就這麼辦。不過問題在於，以日本民謠來說，不存在「合唱」（Chorus）的概念，「合唱」即很多人一起唱時，各自用不同的音階來和聲。民謠基本上都是「齊唱」（Unison），不管有幾個人，都是用同一個音階來唱。所以在實際錄音時，川井讓三人一組的演唱者各自齊唱，重疊在一起就成了合唱。

### 曲目製作
《攻殼機動隊》的主題曲傀儡謠由西田和枝社中參與，運用了鼓和鈴，和押井與川井的上一部作品《機動警察》（1989年）風格涇渭分明。在聽過Demo曲後，押井提議要用和語來寫歌詞，因為古代日語聽起來感覺很美，另一原因則是有考慮到是與民謠歌手合作。川井覺得和語歌詞很棒，但擔心歌詞要誰來寫，結果押井就當場指名他。對於主題曲，川井試著去想像了本片的設定，將片中世界的精髓透過音樂傳達出來，並稱自己的任務是「將導演（提出）的意象具現化」。川井也在受訪時表示，他們在幫本片想主題曲時，絕無「將民謠以搖滾樂或流行音乐形式呈現」的想法。他們認為，如果說《攻殼機動隊》的主題是「記憶決定一個人是誰」，那麼搭配的音樂就該是他們這群日本人的「記憶」。為此，和語、民謠和鼓都是不可或缺的元素。日本民謠中很少有像傀儡謠這樣由多位歌手齊唱的歌曲，川井是從所有人都用相近音色演唱的保加利亞合聲得到部分啟發。不過川井也稱，他們在錄音的時候意外引進的技法是出自日本民謠，因為覺得很有趣，所以決定更進一步地擴大使用。這種將偶然發現的元素加以拓展的作法也是川井的風格。
整體來說，《攻殼機動隊》雖然大量使用了合成器，不過終究是以鼓為核心。配樂使用的樂器有印度的甘美朗樂器和泰國的鑼，此外也有用上打擊樂器演奏者帶來的非洲金貝鼓。川井稱《攻殼機動隊》完全沒有使用日式樂器，他打從一開始就不認為日式樂器是必要的。配樂過程中，川井在演奏方法上不拘泥，認為「如果能奏出有趣的聲音就好了」。對於其中一個曲目Nightstalker，押井想要的是「像中國秦琴一般的音色」，川井經過一番思量後，將三味線的弦黏在烏克麗麗上演奏。《攻殼機動隊》的音響監督由若林和弘擔任。協力製作《攻殼機動隊》配樂的工作室包含：川井自己的AUBE Studio、東京的Marine Studio、新宿區的Sound Valley錄音室和輕井澤的Woodstock Karuizawa Recording Studio。

## 《攻殼機動隊2 INNOCENCE》

### 前置作業
對於相隔一段時間的續作《攻殼機動隊2 INNOCENCE》，川井與押井基本上想要沿襲前作，不過因為續作有較多動作場面，兩人在最一開始即討論出如果《攻殼機動隊》是「靜」，《攻殼機動隊2 INNOCENCE》就是「動」的結論。押井受訪時表示：「（音樂的形象）我們基本上想沿襲前作，或者是當作前作的延長。討論的時候是這樣說的。雖然做出完全不同的東西，但剛開始沒這想法。」川井則認為：「前作簡直是在尚未成熟穩定的狀況下勉強完成的作品，所以重點還是如何加以改造。」《攻殼機動隊2 INNOCENCE》的音響監督繼續由若林和弘擔任。《攻殼機動隊 STAND ALONE COMPLEX》的音樂監督石川吉元與川井合作過《機動警察劇場版3》（2002年），此次獲邀加入製作。

### 曲目製作
《攻殼機動隊2 INNOCENCE》的配樂較為活潑，合唱和打擊樂器規模都有所擴大。第二首的主旋律延續前作的傀儡謠，名為傀儡謠 怨恨散去，編曲上較前作「激烈」，川井表示，他想要以感情的方式表現出巴特的想法，以及人偶們的怨恨。最初的意象是「高音的合唱」，不過這麼一來就需要強烈的旋律來支撐。川井想要的鼓聲不是碰碰聲，而是激烈的鎊鎊聲，他對鼓的演奏方式做了研究，但始終無法做出想要的效果。就在為此所苦時，川井回憶起小時候在家鄉東京品川那裡聽到的神輿音樂。據他所述，在品川神社與荏原神社的祭祀活動上，神輿用的太鼓和撥都很普通，但演奏方式可說是獨一無二，會用絕緣膠帶將竹子和鼓捆在一起，產生相當強烈的聲音。川井馬上嘗試品川神輿的演奏方式，得到了想要的效果。錄製時，因為預算很充裕，押井想要做點浮誇盛大的事情：召集一百名民謠歌手。川井於是和女性民謠團體「西田和枝社中」談妥，動用了該團的75名歌手，在音樂廳錄音。
爵士風格的插入曲River of Crystals是由押井要求加入，押井很喜歡爵士樂，並欣賞派特·麥席尼，相對的川井則沒有那麼熱衷。原本押井要川井來作詞，不過因為在劇中，這首歌被設定成「從廣播流瀉出的爵士樂曲」，川井覺得倚賴能寫出正確英文的人才是上策，最後找上坂本美雨，川井曾協助她作曲。久居美國的坂本英文很好，面對請託欣然接受。押井當初要求的是一首「有如陷入泥濘般的失戀之歌」，坂本對此自行詮釋，成果令押井感到滿意。押井原本希望播這首歌的動畫片段可以再長一些，不過工作人員因為會難以如期完成而阻止。River of Crystals由日本爵士歌手伊藤君子演唱。
本片的主題曲兼片尾曲是爵士歌曲Follow Me，同River of Crystals由伊藤君子演唱。該曲最早推出於1982年，出自西班牙作曲家霍亞金·羅德利果譜曲的《阿蘭惠斯協奏曲第二樂章》，由赫伯特·克雷茨梅爾與哈爾·謝潑填詞，原主唱則是迪米斯·卢索斯。為了和電影裡的其他曲目搭配，川井對這首歌進行重新編曲。根據押井的說法，用《阿蘭惠斯協奏曲》是吉卜力工作室代表兼製作人鈴木敏夫的堅持，押井在隨片講評中表示有點不甘心，他表示用川井的片尾曲或許也不錯，雖然會風格丕變。

### 錄製與音樂盒

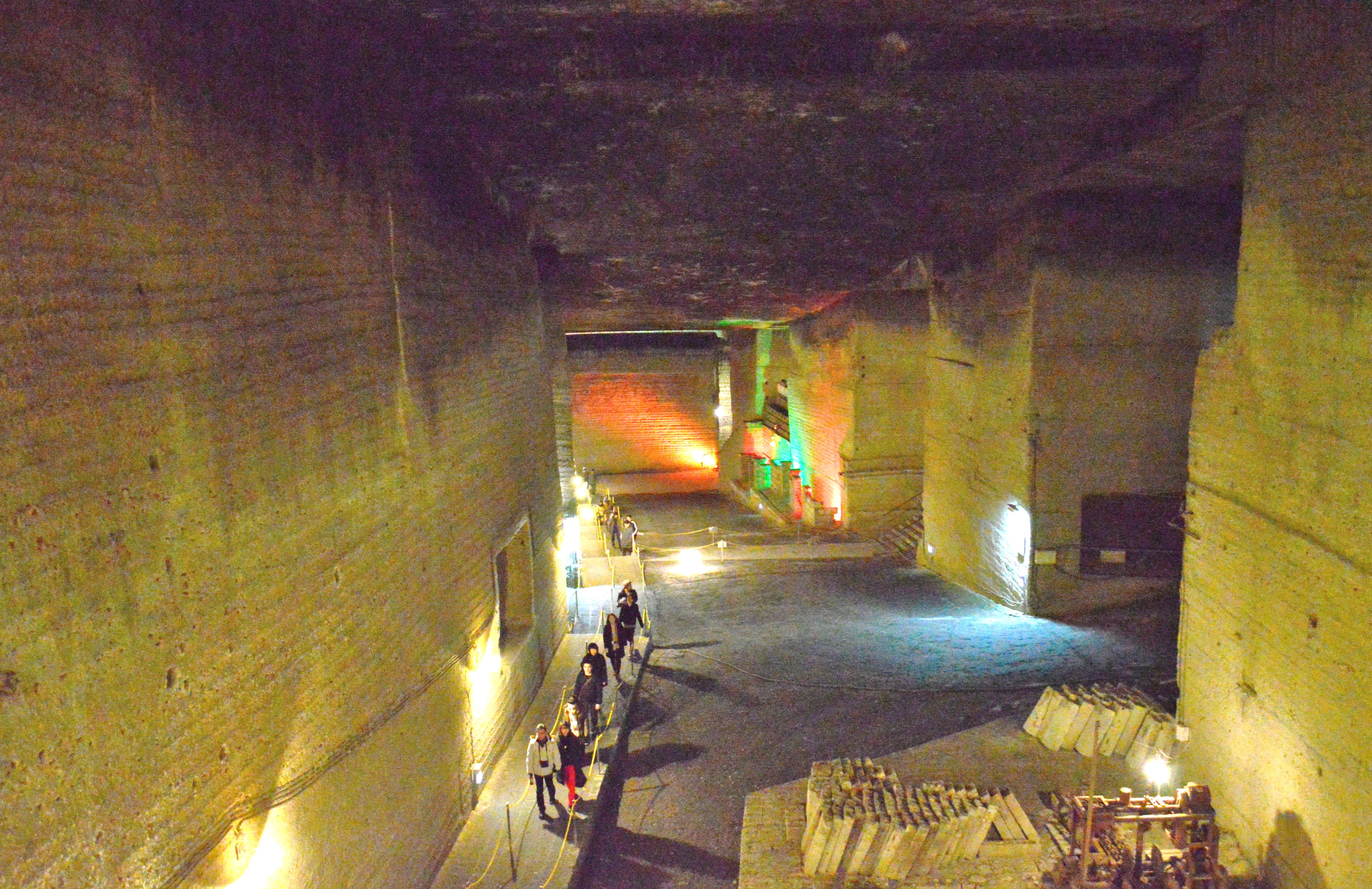
劇組錄製音樂盒片段的場所大谷資料館，照片上傳於2015年

2003年11月16日，川井在東京市谷的一口坂錄音室錄製配樂。他的工作室直到2002年才引進電腦，此前的《攻殼機動隊》則是以老式的音序器和磁片為主。
片中金的居所的大廳有一台巨大的音樂盒，持續播放著音樂。劇組選擇先製作出音樂盒的實物再錄音。川井稱，過程既費工，要煩惱音樂盒獨特的音域，作詞也很耗費心力。至2003年11月時，川井正在長野縣製作音樂盒當中。劇組原本先在錄音室錄下音樂盒的聲音，後來再到日本栃木縣的大谷資料館進行大規模重新錄音。川井表示，為了表現金的居所的陰森感，需要機器無法得到和計算的回音：「在劇中音樂盒被放在很寬廣的地方，我們臨時模擬在寬廣的地方到底能不能有這種效果，我們也沒有確切證據，尤其電影是5.1聲道，所以我想還是在寬廣的地方錄音比較好。」該橋段也在加拿大的一座採石場錄音，劇組將大批音效器材帶了過去，並用一台大型巴士將整個錄音室也移動至該地。錄音過程中，劇組是先演奏一遍再把回音錄起來。

## 原聲帶

### GHOST IN THE SHELL-攻殻機動隊-
《攻殼機動隊》的原聲帶於1995年11月22日發行。傀儡謠在片中共出現三次，依序為片頭、中場和片尾，分別收錄在第一、五、十首曲目。最後一首附加曲目是水尾芳正製作的粵語流行歌曲每天見一見！（演唱：方嘉詠，出現在電影中段巴特追蹤傀儡師經過的市場中的背景音）。
英文版的片尾曲採用U2樂團演唱的歌曲One Minute Warning，原曲收錄在U2與製作人布萊恩·伊諾組成的副樂隊“旅客”（Passengers）的專輯《原聲大碟1》當中。
| 曲目列表 | 曲目列表                 | 曲目列表 |
| 曲序     | 曲目                     | 时长     |
| -------- | ------------------------ | -------- |
| 1.       | I - Making of Cyborg     | 4:31     |
| 2.       | Ghosthack                | 5:16     |
| 3.       | Puppetmaster             | 4:23     |
| 4.       | Virtual Crime            | 2:44     |
| 5.       | 謡II - Ghost City        | 3:37     |
| 6.       | Access                   | 3:18     |
| 7.       | Nightstalker             | 1:47     |
| 8.       | Floating Museum          | 5:07     |
| 9.       | Ghostdive                | 5:55     |
| 10.      | III - Reincarnation      | 5:47     |
| 11.      | 每天見一見！（附加曲目） | 3:26     |
| 总时长： | 总时长：                 | 45:25    |

### INNOCENCE
《攻殼機動隊2 INNOCENCE》的原聲帶於2004年3月3日發行。由民謠團體「西田和枝社中」所演唱的傀儡謠在片中共出現三個不同版本，依序為片頭、中場和片尾，分別收錄在第二、七、十首曲目。
| 曲目列表 | 曲目列表                     | 曲目列表 |
| 曲序     | 曲目                         | 时长     |
| -------- | ---------------------------- | -------- |
| 1.       | DUNGEON                      | 1:24     |
| 2.       |                              | 3:40     |
| 3.       | TYPE 2052 “HADALI”           | 4:05     |
| 4.       | River of Crystals (伊藤君子) | 5:48     |
| 5.       | ATTACK THE WAKABAYASHI       | 3:31     |
| 6.       |                              | 3:55     |
| 7.       |                              | 5:11     |
| 8.       | THE DOLL HOUSE 1             | 1:31     |
| 9.       | THE DOLL HOUSE 2             | 2:56     |
| 10.      |                              | 9:47     |
| 11.      |                              | 0:32     |
| 12.      | Follow Me (伊藤君子)         | 5:01     |
| 总时长： | 总时长：                     | 47:00    |

### 攻殻機動隊2.0 ORIGINAL SOUNDTRACK
2008年7月12日，《攻殼機動隊》以新版《攻殻機動隊2.0》的方式限定重映，配樂也在川井的全面監修下以最新規格重製，翻新成6.1聲道，工程由美國的天行者音效提供協助。新版原聲帶於2008年12月17日發行，包含普通版和限定版。除了翻新原有曲目外，還附加《2.0》預告的一首BGM。2008年12月29日，新版原聲帶登上《Oricon公信榜》第85名。
| 曲目列表 | 曲目列表                       | 曲目列表 |
| 曲序     | 曲目                           | 时长     |
| -------- | ------------------------------ | -------- |
| 1.       | I - Making of Cyborg (2.0Ver.) | 4:28     |
| 2.       | Ghosthack (2.0Ver.)            | 5:17     |
| 3.       | Puppetmaster (2.0Ver.)         | 4:20     |
| 4.       | Virtual Crime (2.0Ver.)        | 2:42     |
| 5.       | II - Ghost City (2.0Ver.)      | 3:37     |
| 6.       | Access (2.0Ver.)               | 3:14     |
| 7.       | Nightstalker (2.0Ver.)         | 1:46     |
| 8.       | Floating Museum (2.0Ver.)      | 5:05     |
| 9.       | Ghostdive (2.0Ver.)            | 5:52     |
| 10.      | III - Reincarnation (2.0Ver.)  | 5:45     |
| 11.      | 每天見一見！ (2.0Ver.)         | 3:30     |
| 12.      | (2.0Ver.)                      | 3:03     |
| 总时长： | 总时长：                       | 48:39    |

## 評價與影響
Allmusic的Ken Tataki稱讚《攻殼機動隊》的配樂與電影本身的精神漂亮地契合。他認為專輯的某些音樂蕭瑟得令人沮喪而且稀疏，不過全部都很引人入勝，並分析道：「陰暗且有力的旋律主宰了大部分的音軌，不過打擊樂手維持了感情上的內容，沒有只是打鼓而已。」但Tataki也指出，原聲帶額外曲目每天見一見的歡樂曲風很突兀，並對原聲帶沒有收錄One Minute Warning感到遺憾。PhileWeb的認為，川井憲次的高品質配樂是《攻殼機動隊》電影搶眼的原因之一。
傀儡謠被視為《攻殼機動隊》系列的經典曲目。影評人藍祖蔚評論傀儡謠時稱：「入耳的淒厲女聲猶如廟會裡做法的道姑在唱念經文，七分古意，三分現代器樂的交響共振，既雄渾又大氣，精準地呼應了草薙素子只有人形軀殼，卻找不到靈魂的失落愁緒。」2017年的好萊塢翻拍版《攻殼機動隊》使用了傀儡謠的混音版，由史蒂夫·青木操刀。2021年7月開始舉辦的2020東京奧運期間，據傳女子柔道賽事使用了傀儡謠 怨恨散去作為配樂。
除了原聲帶以外，兩部電影裡的曲目也有在官方音樂會上演出，如2007年在橫濱國際平和會議場舉辦的「川井憲次音樂會2007」。另有收藏性質的專輯收錄了兩部電影的配樂，如2021年的《攻殻機動隊 superb music high resolution USB/SHM-CD》。

## 備註
1. ↑  指一人領唱、其他人齊唱的樂曲形式。
2. ↑  日本音樂術語，指以打擊樂器為主的配樂。
3. ↑  此處採意譯，原文直譯為「使自己成為自己之物是記憶」。
4. ↑  日本民謠和演歌的一種獨特的歌唱法，特色是細膩的抑揚頓挫。
5. ↑  譯註：此翻譯參考自《紐約時報》中文網[14]。